# دانهیل
دانهیل (به انگلیسی: Dunhill) یک برند سیگار ایجاد شده در بریتانیا است؛ مالک فعلی این برند بریتیش امریکن توباکو است. این برند در سال ۱۹۰۸ پایه‌گذاری گردید.